# Högsjö kyrka, Södermanland
Högsjö kyrka var en kyrkobyggnad som förvaltades av en stiftelse och som låg i Västra Vingåkers församling i Strängnäs stift. Kyrkan låg i Högsjö drygt en mil väster om Vingåker.

## Kyrkobyggnaden
Kyrkobyggnaden, som ursprungligen var ett Folkets hus, genomgick en ombyggnad och invigdes i december 1960 som Högsjö kyrka av biskop Gösta Lundström. Kyrkan hade ytterväggar klädda med rödmålad liggande träpanel. Kyrkorummets färgsättning gjordes av arkitekt Jörgen Fåk. Altaruppsatsen målades av Syster Marianne och föreställde den segrande Kristus. Kyrkan togs ur bruk på Den helige Mikaels dag den 5 oktober 2014 och är idag privatbostad.

## Inventarier
Jörgen Fåk ritade stora delar av inredningen som predikstol, bänkar och altarring. Altarringen och predikstolen tillverkades av järn med överliggande ek. Predikstolens sidor hade bildfält tillverkade av sjögräs. Då kyrkan togs ur bruk flyttades kyrksilvret till Västra Vingåkers kyrka och de kyrkliga textilierna deponerades i Högsjö Gårds kapell.

### Webbkällor
- Västra Vingåkers församling